# Супонева, Наталья Александровна
Ната́лья Алекса́ндровна Супо́нева (род. 27 сентября 1976, Москва) — российский учёный-невролог, нейрофизиолог, практикующий врач высшей категории, доктор медицинских наук, профессор РАН, член-корреспондент РАН (2019). Специалист в области нейрореабилитации (после инсульта и др), изучения процессов нейропластичности головного мозга, разработки устройств для реабилитации, эксперт по заболеваниям периферической нервной системы, аутоиммунным невропатиям, электромиографии. Заведует отделением нейрореабилитации и физиотерапии ФГБНУ НЦН, преподаёт на ФФМ МГУ. Автор трёх монографий и свыше 220 научных трудов, заместитель главного редактора журнала «Нервно-мышечные болезни».

## Биография. Карьера
Родилась в 1976 году в Москве. В 1999 году с отличием окончила Российский государственный медицинский университет (РГМУ), специальность «педиатрия». Прошла ординатуру по нервным болезням на кафедре неврологии педиатрического факультета РГМУ. Обучаясь в ординатуре, работала врачом-неврологом в городских клинических больницах гор. Москвы.
В 2000 году была принята на работу в НИИ неврологии РАМН (ныне — ФГБНУ «Научный центр неврологии») в отделение реанимации и интенсивной терапии, с 2010 года заняла должность старшего научного сотрудника лаборатории клинической нейрофизиологии. С 1 апреля 2013 года — руководитель отделения нейрореабилитации и физиотерапии ФГБНУ НЦН. Одновременно возглавляет центр валидации международных шкал и опросников (для оценки состояния пациента с заболеваниями нервной системы, оценки функционального статуса и инвалидизации), является научным консультантом Центра заболеваний периферической нервной системы в НЦН.
В 2005 году под руководством М. А. Пирадова, ныне академика РАН, защитила кандидатскую диссертацию на тему «Тяжёлые формы дифтерийной полинейропатии: клинико-нейрофизиологическое исследование». В 2013 году стала доктором медицинских наук, диссертация: «Синдром Гийена — Барре: эпидемиология, дифференциальная диагностика, патоморфоз, факторы риска».

## Научная деятельность
Деятельность Н.А. Супоневой как научного исследователя связана с разработкой инновационных технологий реабилитации после инсультов и способов лечения заболеваний периферического нейромоторного аппарата, депрессий, рассеянного склероза, а также с совершенствованием подходов к оценке процессов нейропластичности в норме и патологии, вопросами современной диагностики и поиска новых методов восстановления сознания.
Под руководством Н.А. Супоневой в НЦН получил своё развитие ряд научных направлений: 
- диагностика и лечение поражений периферической нервной системы;
- терапия острых и хронических дизиммунных невропатий;
- неинвазивная стимуляция мозга и его картирование (навигационная транскраниальная магнитная стимуляция, транскраниальная электрическая стимуляция мозга);
- нейроинтерфейсы (мозг-компьютер-интерфейс-экзоскелет и др.), виртуальная реальность в реабилитации больных после инсульта;
- инновационные технологии диагностики и лечения хронических нарушений сознания;
- валидация шкал и опросников, применяемых в неврологии.

Разработанные методики нашли применение в клинической практике, в том числе используются самой Н.А. Супоневой в НЦН при реабилитации пациентов после инсульта, и получили известность.

## Научные публикации
Н. А. Супонева — соавтор трёх монографий, 11 глав в монографиях, 9 патентов на изобретения, более 220 статей в научных журналах (в том числе международных, таких как European Journal of Neurology, Clinical Neurophysiology, Brain Injury), статей в сборниках. Индекс Хирша — 14, по данным РИНЦ на 2019 год. Некоторые публикации:
- М. А. Пирадов, Н. А. Супонева «Синдром Гийена-Барре: диагностика и лечение». — М: «Медпресс-информ» — 2011. — 200 с.
- Н. А. Супонева, М. А. Пирадов «Внутривенная иммунотерапия в неврологии». — М: «Горячая линия — Телеком». — 2013.— 321 с. (второе издание — в 2014 г.).
- Н. А. Супонева, С. С. Никитин, М. А. Пирадов, Д. М. Меркулова // Хроническая воспалительная демиелинизирующая полиневропатия с острым началом и дыхательной недостаточностью // Атмосфера. Нервные болезни, № 1, стр. 40—44 (2007).
- Н. А. Супонева, М. А. Пирадов, С. С. Никитин, О. Л. Тимченко, Л. А. Грачёва, Л. П. Быкова, С. В. Лапин, Ю. А. Федькина, М. В. Костырева, А. В. Шабалина, Д. А. Гришина // Патогенетическая и прогностическая роль аутоантител к ганглиозидам периферических нервов при синдроме Гийена-Барре // Анналы клинической и экспериментальной неврологии, т. 7, № 1, стр. 4—11 (2013).
- J. Korzhova, A. V. Chervyakov, A. G. Poydasheva, M. N. Zakharova, D. Sinitsyn, N. A. Suponeva, L. A. Chernikova, M. A. Piradov // Transcranial and spinal cord magnetic stimulation in treatment of spasticity: a literature review and meta-analysis // European Journal of Physical and Rehabilitation Medicine, vol. 54, № 1, pp. 75–84 (2018).

## Преподавание, оргработа
Параллельно с работой в НЦН, Н. А. Супонева преподаёт на кафедре многопрофильной клинической подготовки ФФМ МГУ им. Ломоносова. Под её руководством защищено несколько кандидатских диссертаций.
Активный пропагандист медицинских знаний. Совместно с коллегами из НЦН принимала участие в научно-популярных выступлениях по вопросам неврологии и реабилитационной медицины — например, в телепередаче «Здоровье» с Е. Малышевой.
Член учёного и диссертационного советов ФГБНУ НЦН. Заместитель главного редактора журнала «Нервно-мышечные болезни», член редсовета журнала «Анналы клинической и экспериментальной неврологии».
Учредитель, член правления и учёный секретарь «Общества специалистов по нервно-мышечным болезням».
Член Союза реабилитологов России.

## Признание и награды
- Грамота Минздрава России «За заслуги в области здравоохранения и многолетний добросовестный труд»[5] (2015).
- Юбилейная медаль «В память 70-летия Научного центра неврологии» (удостоверение ААА № 39-15).
- Почётное учёное звание «Профессор РАН» (2018)[11].
- Избрание членом-корреспондентом РАН (2019)[1].